# Димитрије Михајловић
Димитрије Мита Михајловић (око 1821 – Нови Сад, 2. јануар 1864), познат и по надимку Барон Мита, био је српски књижевник и издавач.

## Биографија
Рођен је у породици Јована и Софије, осиромашених дрварских трговаца. Студирао је филозофију и угарска права у Пожуну 1841. Био је уредник и издавач часописа Весеље код преље који је 1855. године излазио у Темишвару, где је Димитрије службовао као нижи чиновник. Такође је као чиновник радио у Новом Саду. Учествовао је у Српској револуцији 1848—1849, која се сматра делом Мађарске буне тог периода. Умро је од туберкулозе у великом сиромаштву. Његов роман Светомир и Зорица је последње дело слично делима Милована Видаковића.

## Дела
- Венац искрене љубави или Светомир и Зорица - роман (1840)
- Поздрав Јосифу Рајачићу (1842)
- Бачванке- поезија (1843)
- Плач на гробу њене светлости кнегиње Љубице Обреновић (1843)
- Венци господину Василију Живковићу (1846)
- Пјеснице Драгињи као правој, истинитој и честитој Српкињи (1847)
- Смиље - стихови (1847)
- Војвођанка (1851)
- Роми Даба - шаљиви забавник (1855)
- Цвеће србски песама (1858)
- Песмарица (1862)
- Зимзелен -Српско народни домаћи календар (више годишта)
- Темишварски календар (више година)[2]